# Valbonne
Ne doit pas être confondu avec La Valbonne.
Pour les articles homonymes, voir Valbonne (homonymie).
Valbonne est une commune française située dans le département des Alpes-Maritimes, en région Provence-Alpes-Côte d'Azur. Ses habitants sont appelés les Valbonnais.
La commune regroupe le village historique et la majeure partie du technopôle de Sophia Antipolis, lui-même située sur plusieurs communes limitrophes.

## Géographie

### Localisation
Valbonne occupe le bassin moyen de la Brague, fleuve côtier de 15 km qui prend sa source au fond du vallon d’Opio. La commune s’articule autour de deux pôles :
- le village historique situé dans l’extrême nord-ouest du territoire ;
- Sophia Antipolis dans l’est, autour des agglomérations de Haut-Sartoux et de Garbejaïre.

### Climat
Pour des articles plus généraux, voir Climat de Provence-Alpes-Côte d'Azur et Climat des Alpes-Maritimes.
En 2010, le climat de la commune est de type climat méditerranéen franc, selon une étude du Centre national de la recherche scientifique s'appuyant sur une série de données couvrant la période 1971-2000. En 2020, Météo-France publie une typologie des climats de la France métropolitaine dans laquelle la commune est exposée à un climat méditerranéen et est dans la région climatique  Var, Alpes-Maritimes, caractérisée par une pluviométrie abondante en automne et en hiver (250 à 300 mm en automne), un très bon ensoleillement en été (fraction d’insolation > 75 %), un hiver doux (8 °C) et peu de brouillards. 
Pour la période 1971-2000, la température annuelle moyenne est de 14,5 °C, avec une amplitude thermique annuelle de 15,1 °C. Le cumul annuel moyen de précipitations est de 929 mm, avec 6 jours de précipitations en janvier et 2,6 jours en juillet. Pour la période 1991-2020, la température moyenne annuelle observée sur la station météorologique installée sur la commune est de 15,9 °C et le cumul annuel moyen de précipitations est de 920,3 mm. 
La température maximale relevée sur cette station est de 38 °C, atteinte le 24 août 2023 ; la température minimale est de −3,3 °C, atteinte le 11 février 2012,,. 
| Mois                                  | jan.          | fév.            | mars          | avril         | mai           | juin          | jui.            | août        | sep.          | oct.          | nov.            | déc.          | année     |
| ------------------------------------- | ------------- | --------------- | ------------- | ------------- | ------------- | ------------- | --------------- | ----------- | ------------- | ------------- | --------------- | ------------- | --------- |
| Température minimale moyenne (°C)     | 5,9           | 5,7             | 7,7           | 9,8           | 13,5          | 17,1          | 19,6            | 20          | 16,7          | 13,4          | 9,4             | 6,8           | 12,1      |
| Température moyenne (°C)              | 9,1           | 9,3             | 11,4          | 13,7          | 17,5          | 21,3          | 24              | 24,4        | 20,7          | 16,9          | 12,6            | 10            | 15,9      |
| Température maximale moyenne (°C)     | 12,4          | 12,8            | 15,2          | 17,6          | 21,4          | 25,5          | 28,4            | 28,8        | 24,8          | 20,4          | 15,9            | 13,1          | 19,7      |
| Record de froid (°C) date du record   | −1,6 29.01.05 | −3,3 11.02.12   | −2,3 01.03.05 | 1 02.04.22    | 5 06.05.1991  | 8,9 01.06.06  | 12,6 08.07.1996 | 14 23.08.07 | 8,2 28.09.07  | 3,3 28.10.12  | −0,6 23.11.1988 | −2,2 20.12.09 | −3,3 2012 |
| Record de chaleur (°C) date du record | 21,1 11.01.15 | 24,5 15.02.1990 | 26 31.03.15   | 26,8 24.04.23 | 31,3 27.05.22 | 36,2 25.06.17 | 37,4 21.07.23   | 38 24.08.23 | 34,4 03.09.09 | 30,1 14.10.23 | 27,5 14.11.23   | 23,6 11.12.23 | 38 2023   |
| Précipitations (mm)                   | 84,2          | 59,8            | 61,7          | 84,8          | 58,5          | 41            | 18,2            | 28          | 90,6          | 139,9         | 149,3           | 104,3         | 920,3     |

| Diagramme climatique                                  |             |             |             |              |            |              |          |              |               |              |              |
| J                                                     | F           | M           | A           | M            | J          | J            | A        | S            | O             | N            | D            |
| 12,45,984,2                                           | 12,85,759,8 | 15,27,761,7 | 17,69,884,8 | 21,413,558,5 | 25,517,141 | 28,419,618,2 | 28,82028 | 24,816,790,6 | 20,413,4139,9 | 15,99,4149,3 | 13,16,8104,3 |
| Moyennes : • Temp. maxi et mini °C • Précipitation mm |             |             |             |              |            |              |          |              |               |              |              |

Les paramètres climatiques de la commune ont été estimés pour le milieu du siècle (2041-2070) selon différents scénarios d'émission de gaz à effet de serre à partir des nouvelles projections climatiques de référence DRIAS-2020. Ils sont consultables sur un site dédié publié par Météo-France en novembre 2022.

### Communes limitrophes[7]
| Opio, Châteauneuf-Grasse | Opio     | Roquefort-les-Pins, Villeneuve-Loubet |
| Mouans-Sartoux           | Valbonne | Biot                                  |
| Mouans-Sartoux, Mougins  | Mougins  | Antibes, Vallauris                    |

## Urbanisme

### Typologie
Au 1er janvier 2024, Valbonne est catégorisée ceinture urbaine, selon la nouvelle grille communale de densité à 7 niveaux définie par l'Insee en 2022.
Elle appartient à l'unité urbaine de Nice, une agglomération intra-départementale dont elle est une commune de la banlieue,. Par ailleurs la commune fait partie de l'aire d'attraction de Cannes - Antibes, dont elle est une commune de la couronne,. Cette aire, qui regroupe 24 communes, est catégorisée dans les aires de 200 000 à moins de 700 000 habitants,.

### Occupation des sols
L'occupation des sols de la commune, telle qu'elle ressort de la base de données européenne d’occupation biophysique des sols Corine Land Cover (CLC), est marquée par l'importance des forêts et milieux semi-naturels (52,8 % en 2018), en diminution par rapport à 1990 (60,1 %). La répartition détaillée en 2018 est la suivante : 
forêts (52,8 %), zones urbanisées (42,2 %), espaces verts artificialisés, non agricoles (1,9 %), zones agricoles hétérogènes (1,7 %), zones industrielles ou commerciales et réseaux de communication (1,3 %).
L'évolution de l’occupation des sols de la commune et de ses infrastructures peut être observée sur les différentes représentations cartographiques du territoire : la carte de Cassini (XVIIIe siècle), la carte d'état-major (1820-1866) et les cartes ou photos aériennes de l'IGN pour la période actuelle (1950 à aujourd'hui).

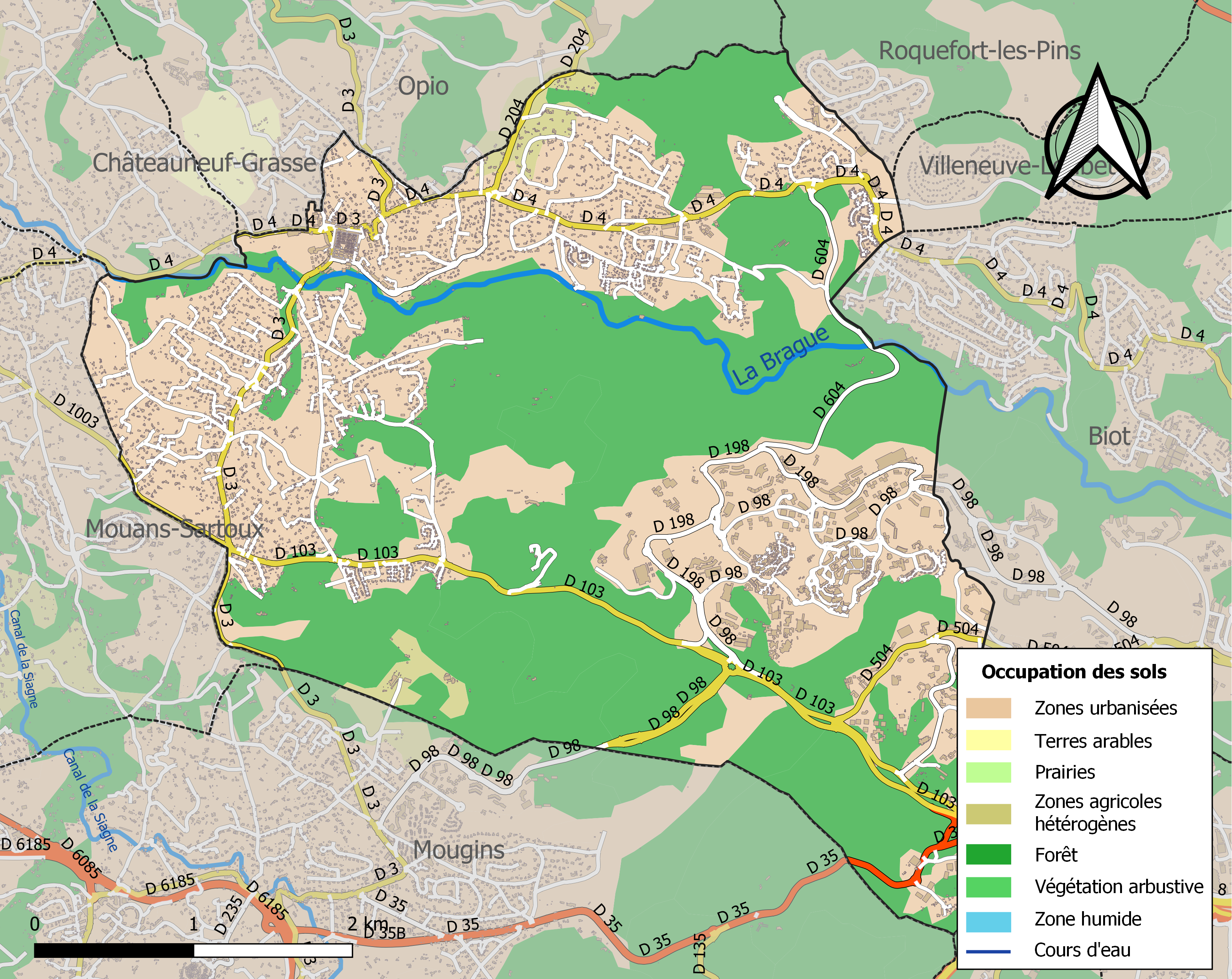
Carte de l'occupation des sols de la commune en 2018 (CLC).

## Toponymie
Vallis bona signifie « la bonne vallée » en latin.

## Histoire

### Valbonne avant Valbonne
Si le village de Valbonne n’apparaît qu'au début de l'époque moderne (1519), son territoire a livré des traces d'occupation anciennes.

#### Un site de l'âge du bronze: l'aven de la Mort de Lambert
L'aven de la Mort de Lambert est constitué d'une série de salles qui ont livré de nombreux restes humains, ainsi qu'un dépôt de céréales associé à des céramiques modelées ainsi que des restes d'outils et de parures en bronze. La fonction la plus évidente du site est funéraire, mais une utilisation comme lieu de réserve temporaire de nourriture est généralement admise. L'ensemble du mobilier renvoie à l'âge du bronze.

#### Moyen Âge: un territoire dépendant de l'Église
Au Haut Moyen Âge, quelques hameaux des environs : Opio, Le Brusc, Sartoux (Castellaras), les Clausonnes et Villebruc, étaient déjà habités, mais c'est sur les terres d'un vallon isolé et désert du territoire de Sartoux qui deviendra « Vallis bona » (la bonne vallée), offertes en 1199 par l’évêque d'Antibes à l'abbaye de Prads (Prads-Haute-Bléone, Alpes-de-Haute-Provence), que fut fondée l'abbaye Sainte-Marie de Valbonne. 
Prads et Valbonne faisaient partie des quinze abbayes et prieurés de l’ordre monastique de Chalais, ordre « dauphinois-provençal » créé un siècle plus tôt selon une règle proche de celle des cisterciens. La pauvreté de cet ordre montagnard engendra sa désintégration et, en 1297, l'abbé de Valbonne se mit sous la dépendance de l’abbaye Saint-André de Villeneuve-lès-Avignon ; l'évêque et le chapitre de Grasse refusèrent de ratifier cette affiliation et offrirent en 1303 Sainte-Marie de Valbonne à l'abbaye de Lérins. Le pape trancha ce litige en 1335 : il attribuait Sainte-Marie de Valbonne à Lérins,.

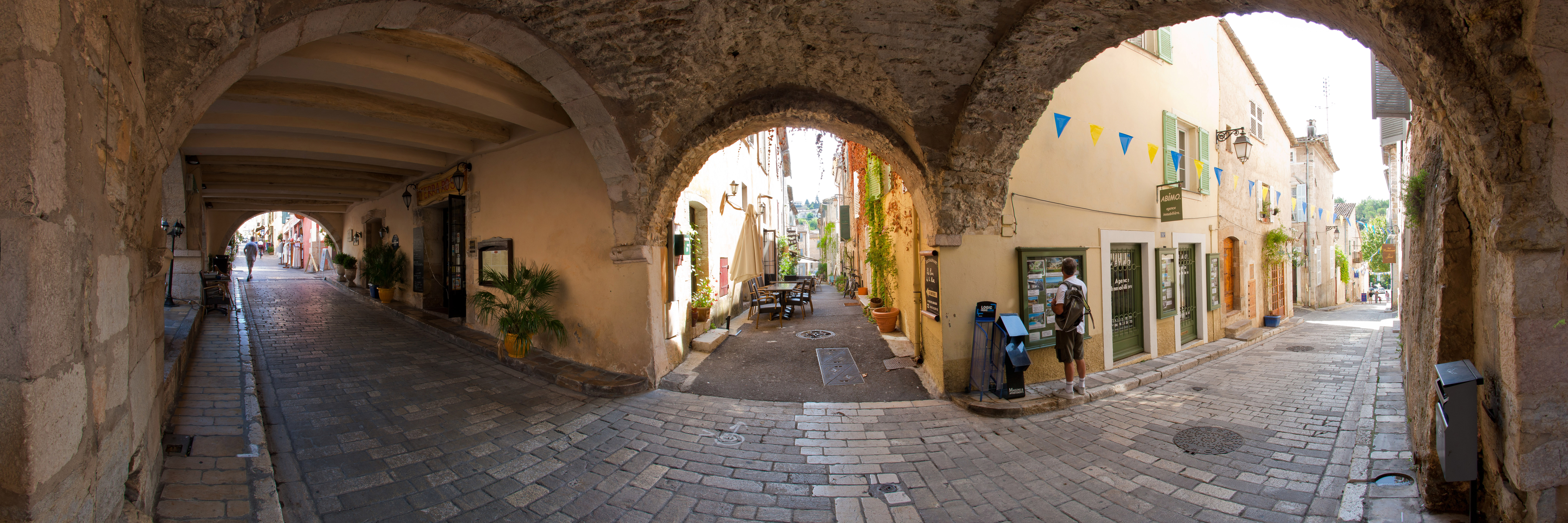
Les arcades.

À la fin du Moyen Âge, les guerres, sécheresse et la peste noire entraînent la fuite des habitants des hameaux environnants, laissant les territoires de l'abbaye « ruinés, inhabités, incultes, pierreux et couverts de bois ».

### Naissance de Valbonne
La réunion de la Provence à la France par Louis XI fut le prélude à la renaissance de la région. Par la volonté du moine de Lérins prieur de Valbonne, don Antoine Taxil, le village va naître en 1519 d'une évidence économique : mettre en valeur les terres de l'abbaye. Un parcellaire orthogonal est constitué et une solution originale est trouvée : des investisseurs locaux, clercs et notables, attributaires des lots, les loueront avec les terres qui y sont attachées à des paysans, venus principalement du Haut-Pays pour cultiver le patrimoine foncier, charge à eux de construire les maisons. Un acte d'habitation décrit les droits et devoirs des nouveaux habitants mais aussi les détails architecturaux, selon un « cahier des charges » rigoureux. La construction s’effectuera sur un siècle. Le village restera rural et relativement isolé, presque sans changement, jusqu’au milieu du XXe siècle.

### Valbonne aujourd'hui

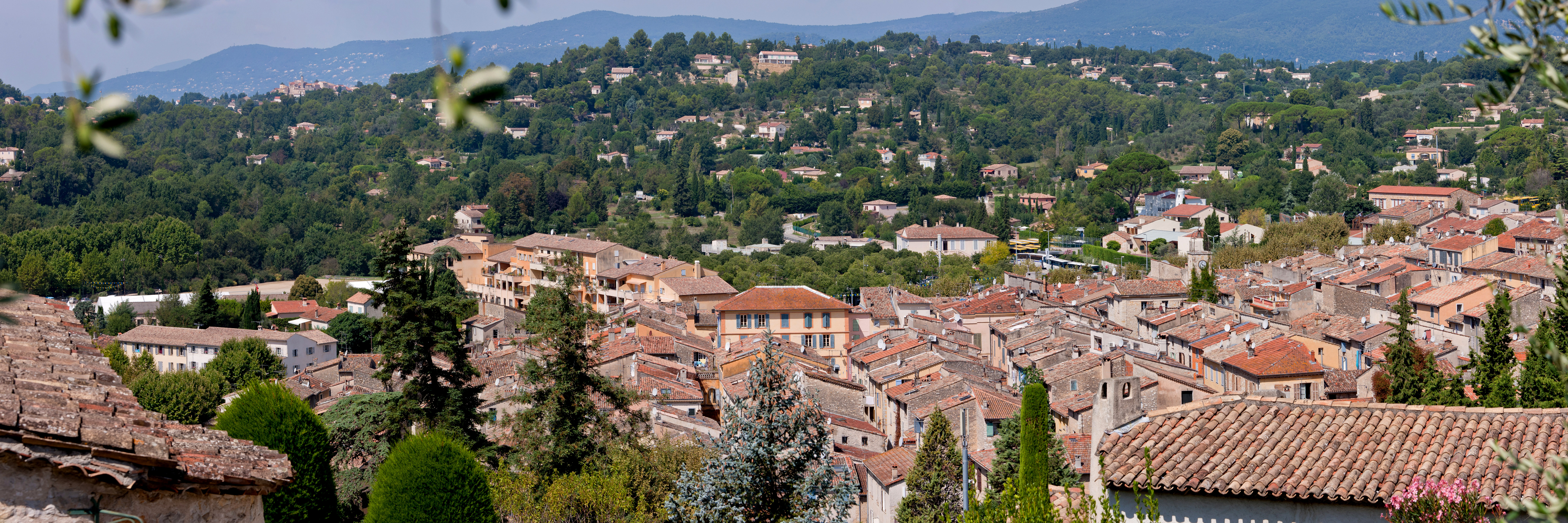
Vue panoramique de la commune.

La proximité du littoral et surtout, dans les années 1970, la création du pôle universitaire, scientifique, technologique et résidentiel de Sophia Antipolis, construit en grande partie sur la forêt de Valbonne, et ayant fait passer la population de 3 000 habitants en 1980 à  près de 15 000 en 2013, ont irrémédiablement transformé la région.

## Politique et administration

### Liste des maires
| Période      | Période                  | Identité         | Étiquette   | Qualité                                                                 |
| ------------ | ------------------------ | ---------------- | ----------- | ----------------------------------------------------------------------- |
| 1944         | 1945                     | Joseph Pagano    |             | Président du comité de Libération                                       |
| 1945         | 1959                     | Emile Pourcel    |             |                                                                         |
| 1959         | 1971                     | Jean Riquier     | RGR         |                                                                         |
| 1971         | 1983                     | Albert Ouvrier   |             |                                                                         |
| 1983         | mars 1989                | Gustave Giraud   | UDF         |                                                                         |
| mars 1989    | mars 1996 (décès)        | Michel Rolant    | PS          | Ancien responsable syndical CFDT Ancien membre de cabinets ministériels |
| avril 1996   | octobre 2016 (démission) | Marc Daunis      | PS          | Professeur Sénateur des Alpes-Maritimes (2008-2020)                     |
| octobre 2016 | juillet 2020             | Christophe Etoré | PS puis DVC | Enseignant                                                              |
| juillet 2020 | En cours                 | Joseph Cesaro    | ECO         | Inspecteur d'Académie (Retraité)                                        |

### Jumelage
- Montopoli in Val d'Arno (Italie)

Valbonne est jumelée avec le hameau de Marti de la commune italienne de Montopoli, en Toscane.

## Population et société

### Démographie

#### Évolution démographique
L'évolution du nombre d'habitants est connue à travers les recensements de la population effectués dans la commune depuis 1793. Pour les communes de plus de 10 000 habitants les recensements ont lieu chaque année à la suite d'une enquête par sondage auprès d'un échantillon d'adresses représentant 8 % de leurs logements, contrairement aux autres communes qui ont un recensement réel tous les cinq ans,.

En 2022, la commune comptait 12 389 habitants, en évolution de −5,21 % par rapport à 2016 (Alpes-Maritimes : +2,85 %, France hors Mayotte : +2,11 %).
| 1793 | 1800  | 1806  | 1821  | 1831  | 1836  | 1841  | 1846  | 1851  |
| ---- | ----- | ----- | ----- | ----- | ----- | ----- | ----- | ----- |
| 960  | 1 101 | 1 061 | 1 105 | 1 122 | 1 177 | 1 205 | 1 196 | 1 189 |

| 1856  | 1861  | 1866  | 1872  | 1876  | 1881  | 1886  | 1891  | 1896  |
| ----- | ----- | ----- | ----- | ----- | ----- | ----- | ----- | ----- |
| 1 220 | 1 275 | 1 264 | 1 204 | 1 152 | 1 151 | 1 065 | 1 015 | 1 138 |

| 1901  | 1906  | 1911  | 1921 | 1926 | 1931  | 1936  | 1946 | 1954 |
| ----- | ----- | ----- | ---- | ---- | ----- | ----- | ---- | ---- |
| 1 067 | 1 110 | 1 045 | 831  | 949  | 1 063 | 1 028 | 885  | 936  |

| 1962  | 1968  | 1975  | 1982  | 1990  | 1999   | 2006   | 2011   | 2016   |
| ----- | ----- | ----- | ----- | ----- | ------ | ------ | ------ | ------ |
| 1 332 | 1 858 | 2 264 | 3 918 | 9 514 | 10 746 | 12 114 | 12 802 | 13 070 |

| 2021   | 2022   | - | - | - | - | - | - | - |
| ------ | ------ | - | - | - | - | - | - | - |
| 12 754 | 12 389 | - | - | - | - | - | - | - |

#### Pyramide des âges
En 2021, le taux de personnes d'un âge inférieur à 30 ans s'élève à 40,3 %, soit au-dessus de la moyenne départementale (31,0 %). À l'inverse, le taux de personnes d'âge supérieur à 60 ans est de 19,6 % la même année, alors qu'il est de 31,0 % au niveau départemental.
En 2021, la commune comptait 6 358 hommes pour 6 396 femmes, soit un taux de 50,15 % de femmes, légèrement inférieur au taux départemental (52,74 %).
Les pyramides des âges de la commune et du département s'établissent comme suit :
| Hommes | Classe d’âge | Femmes |
| ------ | ------------ | ------ |
| 0,4    | 90 ou +      | 1,3    |
| 5,2    | 75-89 ans    | 5,7    |
| 12,0   | 60-74 ans    | 14,7   |
| 20,4   | 45-59 ans    | 23,4   |
| 17,2   | 30-44 ans    | 19,0   |
| 26,2   | 15-29 ans    | 18,4   |
| 18,6   | 0-14 ans     | 17,4   |

| Hommes | Classe d’âge | Femmes |
| ------ | ------------ | ------ |
| 1,1    | 90 ou +      | 2,6    |
| 9,5    | 75-89 ans    | 12,2   |
| 17,6   | 60-74 ans    | 18,7   |
| 20,3   | 45-59 ans    | 19,9   |
| 18,1   | 30-44 ans    | 17,5   |
| 16,5   | 15-29 ans    | 14,6   |
| 16,8   | 0-14 ans     | 14,4   |

### Enseignement
Il y a à Valbonne deux collèges publics (le collège Niki-de-Saint-Phalle, et la partie collège du CIV), et deux lycées publics (le lycée Simone-Veil, et la partie lycée du CIV).

### Manifestations culturelles et festivités
Deux fêtes traditionnelles rythment l'année, celle de la saint Blaise fin janvier début février et celle de la saint Roch mi-août.

### Sports
Vabonne possède un club de football qui se nomme US Valbonne dont un stade du nom de Leon chabert.

## Économie
L'extraction de l'argile du sous-sol de Valbonne s'est déroulée dès le XVe siècle jusqu'en 1950 environ. Les veines étaient particulièrement épaisses et l'argile très pure dans les secteurs des Clausonnes, de la Bouillide, du Carton ou encore de la Colle, principalement le territoire de Valbonne.
À partir de 1880, les terrassiers de l'époque ont été dénommés les dérabaïres ce qui signifie arracheurs de terre.

## Culture et patrimoine

### Lieux et monuments
Les monuments historiques inscrits ou classés sont :
| Monument                                                                       | Adresse                                                                                 | Coordonnées                      | Notice         | Protection  | Date | Illustration                                                                   |
| ------------------------------------------------------------------------------ | --------------------------------------------------------------------------------------- | -------------------------------- | -------------- | ----------- | ---- | ------------------------------------------------------------------------------ |
| Abbaye de Valbonne                                                             |                                                                                         | 43° 38′ 26″ nord, 7° 00′ 32″ est | « PA00080901 » | Classement  | 1984 | Abbaye de Valbonne                                                             |
| Aqueduc de Clausonnes                                                          |                                                                                         | 43° 36′ 19″ nord, 7° 04′ 04″ est | « PA00080902 » | Inscription | 1936 | Aqueduc de Clausonnes                                                          |
| Place des Arcades                                                              | Arcades (place) ; Eugène-Giraud (rue) ; Pontis (rue) ; Arcades (rue des) ; Grande (rue) | 43° 38′ 29″ nord, 7° 00′ 31″ est | « PA00080966 » | Inscription | 1992 | Place des Arcades                                                              |
| Domaine des Trois Moulins de la Valmasque (également sur commune de Vallauris) | Moulins (chemin des) 598 ; Parc (route du) 1283A                                        | 43° 36′ 24″ nord, 7° 04′ 01″ est | « PA06000041 » | Inscription | 2010 | Domaine des Trois Moulins de la Valmasque (également sur commune de Vallauris) |

#### Le vieux village

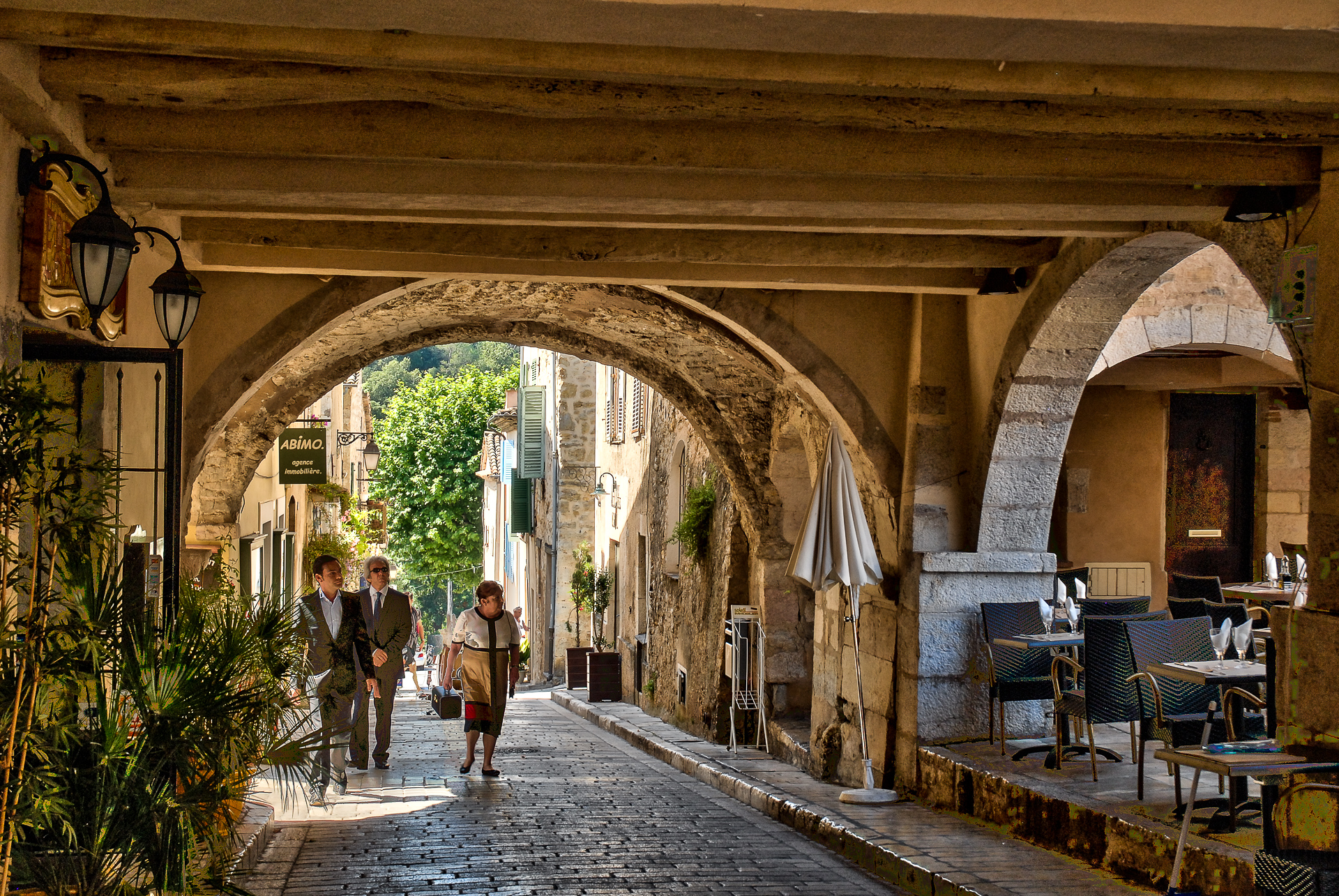
Les arcades.

Sur un plan orthogonal, autour de la place des Arcades, bâtie au début du XVIIe siècle, cinq rues descendent du nord au sud, dix rues d'est en ouest, larges de deux canes (environ quatre mètres), se croisant à angles droits, formant un plan en damier qui donne vu du ciel, une image caractéristique de Valbonne. La même rigueur se retrouve dans le plan des maisons hautes et étroites, à l’origine toutes identiques : un rez-de-chaussée servait de remise qui de nos jours se retrouve en demi sous-sol, en raison de l'élévation du niveau de la rue ; au premier étage la « salle », pièce à vivre ; au-dessus les chambres, et enfin le grenier où étaient entreposées les réserves hissées à l'aide d'une poulie, dont quelques-unes se voient encore. Dans la grand-rue se trouve l'ancien hôtel de ville avec sa tour et sa fontaine construite au XIXe siècle.
La place des Arcades est inscrite au titre des monuments historiques par arrêté du 12 juin 1992.

#### Abbaye de Valbonne
L’église abbatiale romane du XIIIe siècle devenue église paroissiale Saint-Blaise, rue de la Paroisse, à la construction du village, est l’exemple parfait de l'art chalaisien, très proche de l'art primitif cistercien. Le clocher a été ajouté au XIXe siècle. Plusieurs chapelles et oratoires, au village et dans la campagne, complètent l’architecture religieuse.
Les bâtiments conventuels, bien conservés, dont la restauration commencée en 1970 se poursuit, accueillent le musée du Patrimoine  « Le Vieux Valbonne » qui présente de nombreux objets, ustensiles et outils représentatifs de la vie rurale du village et fait revivre, au travers de présentations et d’ouvrages, l’histoire du village et de l’ordre monastique de Chalais.
L'abbaye de Valbonne, pour son église et les bâtiments conventuels, fait l'objet d'un classement au titre des monuments historiques par arrêté du 17 décembre 1984.

#### Édifices religieux
- Chapelle Saint-Bernardin, rue de l'Hôtel de Ville (XVIe siècle).
- Chapelle Saint-Roch, allée Louis Raybaud (XVIIIe siècle).
- Chapelle Notre-Dame-du-Taméyé, chemin du Taméyé (XVe siècle).
- Église Saint-Paul des Nations Paul VI, avenue Pompidou (XXIe siècle).

#### Aqueduc de Clausonnes
- L'aqueduc de Clausonnes, également sur la commune d'Antibes, inscrit au titre des monuments historiques par arrêté du 25 juillet 1936[24].

### Personnalités liées à la commune
- Joseph Bermond (né et décédé à Valbonne 1853-1957). Notaire, secrétaire général du Congrès des notaires de France. Félibre, républicain confirmé, maire de Valbonne de 1900 à 1936, conseiller général du canton du Bar-sur-Loup, président du Conseil général des Alpes-Maritimes de 1931 à 1932.
- Arlette Gruss, grande dame du cirque (1930-2006). Le cirque Arlette Gruss est un habitué du village de Valbonne où, grâce à son grand pré, il stationne chaque année à l'occasion de la saint-Roch (week-end du 15 août).
- Pierre Laffitte, ancien  sénateur des Alpes-Maritimes, ancien directeur de l'École des Mines de Paris, fondateur de la technopole de Sophia Antipolis.
- Jean Onimus, historien catholique.
- Bernard Casoni, ancien joueur (arrière)  de l'OM.
- Alex Hepburn, chanteuse anglaise. En 1995, sa famille s'installe pendant quatre ans à Valbonne.
- Jean-Claude Meynard, plasticien contemporain considéré comme l'un des acteurs majeurs de l'art fractal, a installé son atelier à Valbonne. Sa sculpture « World », telle une boussole, domine la place Vallis Bona.
- Émile Théodore Frandsen de Schomberg (1902-1969), peintre poète sculpteur. Il s'installe à Valbonne après la Seconde Guerre mondiale et exposait dans la chapelle des Pénitents noirs.

### Héraldique
| Blason de Valbonne | Blason  | D’azur à la palme d’or posée en pal.             |
| Blason de Valbonne | Détails | Le statut officiel du blason reste à déterminer. |